# Aspicarpa longipes
Aspicarpa longipes är en tvåhjärtbladig växtart som beskrevs av Asa Gray. Aspicarpa longipes ingår i släktet Aspicarpa och familjen Malpighiaceae. Inga underarter finns listade i Catalogue of Life.